# Guillem Anglada-Escudé
Guillem Anglada Escudé (Ullastrell, Barcelona, 1979) es profesor de Astrofísica en la Universidad Queen Mary de Londres.

## Biografía
Anglada estudió en la Universidad de Barcelona dónde se doctoró en 2007 (tesis: Experiments i models relativistes per a l'astrometria óptica des de l'espai. Aplicació a la missió gaia), posteriormente investigó en Estados Unidos y Alemania, antes de ocupar la plaza en la Universidad Queen Mary. Su ámbito de estudio son las técnicas precisas de detección de planetas extrasolares, y ha participado en diversos proyectos de investigación.
Lideró el grupo que descubrió el planeta Próxima b, el planeta extrasolar potencialmente habitable más cercano a la Tierra. Junto con R.Paul Butler lideró el proyecto que localizó la super-tierra GJ 667Cc, planeta situado a 22 años luz de la Tierra y con una masa 4 veces superior.
En el año 2016 la revista Nature lo eligió como uno de los 10 mejores científicos del mundo, y es el único español incluido entre los 100 personajes más influyentes según Time. En 2016 recibió el premio Optimista Comprometido con la Ciencia que otorga la revista Anoche Tuve un Sueño

## Reconocimientos
- En 2017 fue seleccionado por la revista Quo y el Consejo Superior de Investigaciones Científicas para la «Selección Española de la Ciencia», como uno de «los más brillantes científicos e investigadores españoles».[7]